# Pterogorgia pinnata
Pterogorgia pinnata är en korallart som beskrevs av Achille Valenciennes 1855. Pterogorgia pinnata ingår i släktet Pterogorgia och familjen Gorgoniidae. Inga underarter finns listade i Catalogue of Life.